# Dobri stari pianino
Dobri stari pianino je slovenski črno-beli dramski film iz leta 1959 v režiji Franceta Kosmača. Posnet je po istoimenski radijski igri Franeta Milčinskega - Ježka in se dogaja v času druge svetovne vojne.

## Igralci
- Vida Kuhar kot Anuška
- Vekoslav Janko kot Klavdij
- Bert Sotlar kot partizanski komandant
- Frane Milčinski - Ježek kot Blaž Gaber
- Janez Škof kot Blisk
- Andrej Kurent kot Domobranski komandir
- Demeter Bitenc kot nemški oficir
- Kristijan Muck kot Milče
- Janez Albreht
- Jože Pristov
- Stane Potokar kot hišni lastnik
- Filipina Jerman
- Jože Vozny
- Mila Kačič kot Majcnova
- Metka Bučar